# The Prestige (película)
The Prestige –titulada El truco final (el prestigio) en España y El gran truco en Hispanoamérica– es una película de 2006 dirigida por Christopher Nolan y protagonizada por Christian Bale y Hugh Jackman, basada en el libro homónimo de Christopher Priest. Producida por la Warner Bros. Pictures, se estrenó en 2006 y estuvo nominada a dos Óscar de la Academia de ese año (fotografía y dirección artística). La historia sigue a Robert Angier y Alfred Borden, magos teatrales rivales en Londres a finales del siglo XIX. Obsesionados con la creación de la mejor ilusión, se involucran en la competencia de superioridad con resultados trágicos.

## Sinopsis
Robert Angier (Hugh Jackman) es un ilusionista respetado que se obsesiona con uno de los trucos de su rival Alfred Borden (Christian Bale). Para conseguir el truco hará todo lo posible, sin saber hasta qué punto cambiará su vida.

## Argumento
La historia comienza en Londres del año 1890, un periodo en el que los grandes teatros se disputan el éxito e interés del público mediante sus grandes espectáculos. Alfred Borden y Robert Angier son dos amigos de gran ambición que trabajan como magos para John Cutter. Todas las noches son vitoreados por los espectadores al presenciar sus trucos e ilusiones de magia. Sin embargo, Borden considera que el truco del tanque de agua que protagoniza Julia, la esposa de Angier, podría mejorarse si se utiliza un nudo más arriesgado. Borden parece convencer a Julia ante la reticencia de Angier y se preparan para introducir este cambio en la siguiente función. No obstante, Julia no logra desatar el nuevo nudo y muere ahogada ante las miradas de pavor del público y sus compañeros de teatro. Durante el entierro de Julia, Angier responsabiliza a Borden de la muerte de su esposa y su amistad sufre una ruptura insalvable que da paso a una rivalidad.
Años más tarde, ambos magos han iniciado sus proyectos artísticos por separado. Angier sigue cooperando con Cutter, que ejerce como principal proveedor de trucos ilusionistas, mientras que Borden ha encontrado un nuevo socio en la figura de Fallon. En este espacio, Borden conoce a Sarah y los dos se enamoran. Los dos magos avivan su competición insana y frecuentan los espectáculos del otro con la intención de sabotearlos. Angier consigue boicotear el truco de atrapar la bala de Borden introduciendo una bala real. Como consecuencia de este acto, Borden sufre un accidente que le ocasiona la pérdida de dos dedos de la mano. 
Borden, deseoso de sorprender con un nuevo espectáculo, elabora el truco del hombre transportado, siendo capaz de teletransportarse al instante entre dos armarios que están en extremos opuestos del escenario. La sorpresa de Angier al presenciar este truco desata su interés por descubrir qué secreto se esconde tras el engaño. Angier, en su afán por querer replicar el espectáculo de Borden, consigue localizar a un hombre de gran parecido físico con él, un borracho llamado Gerald Root, que encaja perfectamente con sus planes. La imitación de Angier del hombre transportado es un éxito inmediato, no obstante, no consigue estar conforme con lo conseguido, ya que la gloria, el prestigio y los aplausos del público son para Gerald Root mientras él observa escondido bajo el escenario.  
Angier, incapaz de gestionar sus sentimientos de envidia, decide mandar a su nueva asistente, Olivia, a espiar a Borden para descubrir el método de su truco, pero Olivia se acaba enamorando de Borden y decide no traicionar su confianza. Como represalia, Borden responde a la picardía de su némesis saboteando su imitación del hombre transportado para dejarle en evidencia ante todo el público. Hundido por su fracaso, consigue hacerse con el diario de Borden, convencido de que en él residen las claves de su truco. Angier se embarca en un viaje de descubrimiento siguiendo los mismos pasos que Borden. Los vaivenes de su viaje le conducen a las puertas de Nikola Tesla, un científico que parece tener entre sus manos un nuevo invento que resolvería todos sus problemas. Convencido de que Tesla es su salvoconducto para crear el espectáculo definitivo, le convence para que construya una máquina exclusiva para él.  
Borden se enfrenta a una crisis matrimonial, su esposa Sarah le recrimina que es incapaz de conocer a su marido, que cada día que pasa es un hombre distinto con sentimientos diferentes hacia ella. Esta frustración y desgarro sentimental provoca el suicidio de Sarah. La relación clandestina entre Borden y Olivia también llega a su final porque ella está agotada de la rivalidad entre los dos magos. 
Angier regresa de su viaje y convence a Cutter para volver a abrir el teatro con la función definitiva del hombre transportado. Gracias a la máquina construida por Tesla es capaz de teletransportarse del escenario a las gradas superiores del teatro en cuestión de segundos. Su nuevo truco se consolida como un éxito rotundo en Londres. Borden acude al teatro para descifrar el método que utiliza Angier. Consigue infiltrarse detrás del escenario en busca de respuestas, pero descubre que Angier cae del escenario por una trampilla y acaba en un tanque de agua, ahogándose en el acto sin que pueda reaccionar y ayudarle. Cutter llega a la escena y cree que Borden es el asesino de Angier por sus rencillas pasadas, así que le entrega a la policía.
Borden es incapaz de demostrar su inocencia en el juicio y es procesado como culpable de asesinato y condenado a la horca. Es encerrado en prisión y aguarda pacientemente su sentencia. La custodia de su hija, fruto del matrimonio con Sarah, recae en Lord Caldlow. Caldlow acude a la prisión acompañado de la hija para visitar a Borden, pero revela su verdadera identidad y se descubre como Angier. Borden le suplica que deje marchar a su hija a cambio de los secretos de sus trucos, pero Angier se niega. Borden es ahorcado y fallece.
Angier celebra su venganza y visita su teatro, pero es disparado por una extraña silueta que le sorprende. El hombre es Borden, quien le revela que siempre fueron dos hermanos gemelos, ese fue el secreto de su truco del hombre transportado. Uno de los hermanos entraba a un armario y el otro hermano salía del armario opuesto. El precio a pagar era llevar la misma vida, ser una sola persona, compartir recuerdos y momentos, borrar de la existencia a la otra mientras se oculta bajo la identidad de Fallon. Uno de los hermanos amaba a Sarah y el otro estaba enamorado de Olivia, ambos decidieron asumir las consecuencias por el prestigio de su espectáculo. Angier confiesa que él también ha sufrido por intentar alcanzar la gloria, la máquina de Tesla no teletransporta a las personas, sino que duplica a la persona, en cada función la máquina creaba una copia exacta de Angier y el original moría ahogado en el tanque de agua bajo el escenario. Angier muere a causa del disparo y tira un farolillo prendido con aceite que provoca que el teatro empiece a arder revelando múltiples tanques de agua con un Angier ahogado en el interior de cada uno. Borden se reúne con su hija y se disponen a vivir su nueva vida, libre de venganzas.

## Reparto
| Personaje            | Actor original (EE. UU.) | Actor de voz (España) | Actor de voz (Latinoamérica) (1.ª versión doblada) | Actor de voz (Latinoamérica) (2.ª versión doblada) |
| -------------------- | ------------------------ | --------------------- | -------------------------------------------------- | -------------------------------------------------- |
| Alfred Borden        | Christian Bale           | Claudio Serrano       | Idzi Dutkiewicz                                    | Sergio Gutiérrez Coto                              |
| Robert Angier        | Hugh Jackman             | Gabriel Jiménez       | Raúl Anaya                                         | Humberto Solórzano                                 |
| Olivia Wenscombe     | Scarlett Johansson       | Marta Barbará         | Yotzmit Ramírez                                    | Cristina Hernández                                 |
| John Cutter          | Michael Caine            | Juan Antonio Gálvez   | Blas García                                        | Armando Réndiz                                     |
| Sarah Borden         | Rebecca Hall             | Ana María Marí        | Queta Calderón                                     | Carola Vázquez                                     |
| Sr. Alley            | Andy Serkis              | Jorge García Insúa    | Héctor Alcaraz                                     | Humberto Vélez                                     |
| Julia McCullough     | Piper Perabo             | Olga Velasco          | Gabriela Beltrán                                   | Laura Ayala                                        |
| Nikola Tesla         | David Bowie              | Chema Lara            | Eduardo Liñán                                      | Gerardo Reyero                                     |
| Owens                | Roger Rees               | Miguel Ayones         | Óscar Flores                                       | Martín Soto                                        |
| Ackerman             | Edward Hibbert           | Fernando Hernández    | Erick Salinas                                      | Paco Mauri                                         |
| Milton               | Ricky Jay                | Rafael Calvo          | Arturo Mercado                                     | Israel Magaña                                      |
| Jess                 | Olivia Merg/Zoe Merg     | Melissa Gedeón        |                                                    |                                                    |
| Narración            |                          |                       | Francisco Colmenero                                |                                                    |
| Dirección de Doblaje |                          | Pablo del Hoyo        | Arturo Mercado                                     | Humberto Solórzano                                 |
| Estudio de Doblaje   |                          | Deluxe 103            | Grande Imagen y Sonido S.A.                        | Prime Dubb                                         |

## Producción
La película empezó a fraguarse tras el rodaje de Memento dirigida por Christopher Nolan. La productora ejecutiva, Dvalerie Dean, quedó fascinada por la novela de Christopher Preist, El prestigio, y pensó que Nolan podría estar interesado en la idea de trasladar esta historia a la gran pantalla. Las conversaciones se produjeron y Nolan quedó muy intrigado ante las posibilidades narrativas que ofrecía la novela. El productor Aaron Ryder de Newmarket Films mantuvo las negociaciones oportunas para conseguir los derechos del libro.

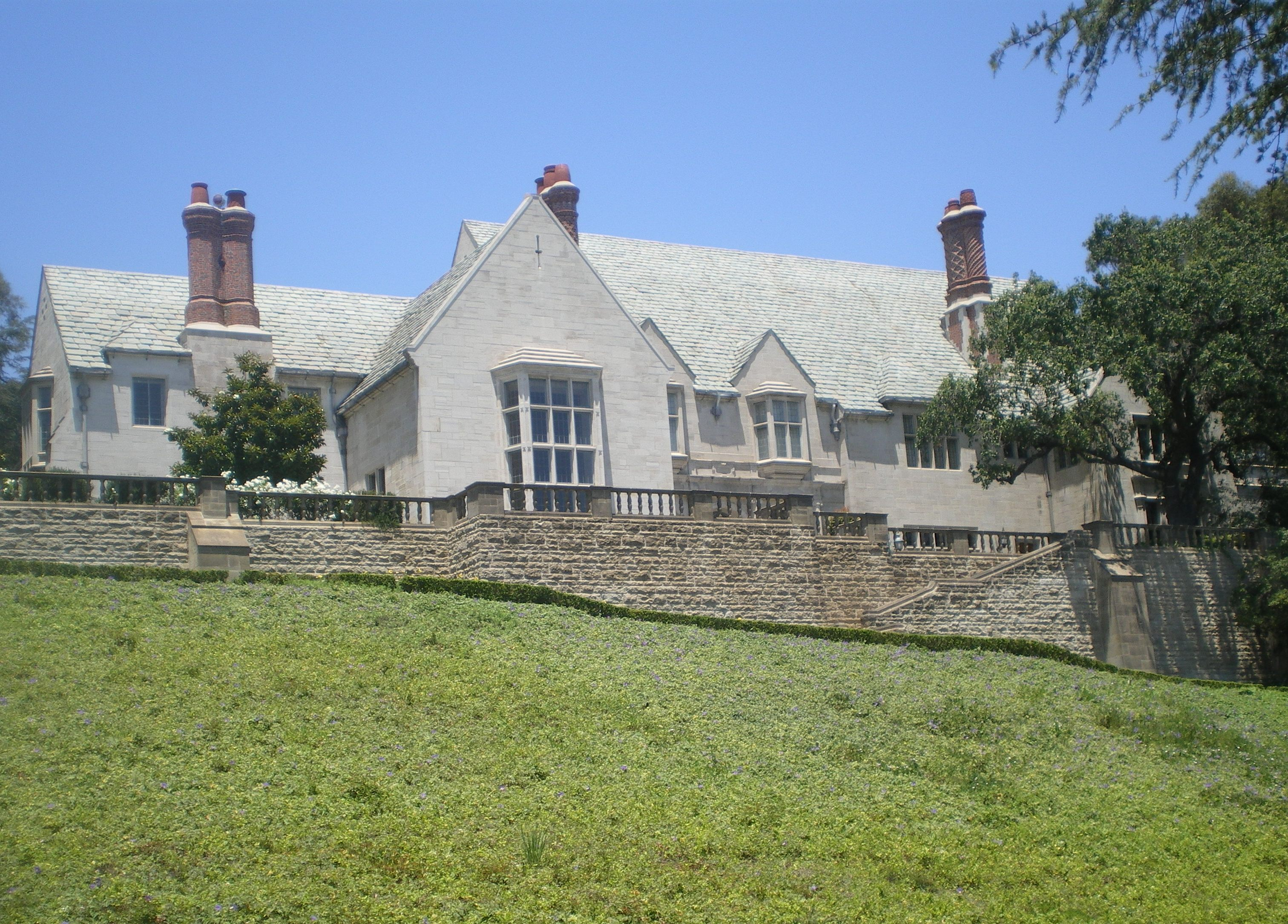
La Mansión Greystone fue utilizada como lugar de rodaje para la película.

Christopher Nolan acudió a su hermano, Jonathan Nolan, para enfrentarse a la ardua tarea de adaptar la intrincada novela de Priest. El objetivo perseguido era escribir un guion que desafiará y sorprendiera al espectador, jugar con la premisa de la magia y crear una ilusión. Una película concebida como un truco de magia. El resultado fue una estructura en tres partes: la presentación, la actuación y el prestigio. Antes de comenzar el rodaje de la película, el director pidió a todo el elenco de actores que se abstuvieran de leer la novela para poder moldear a los personajes desde cero, sin embargo, Christian Bale hizo caso omiso por su método de trabajo y leyó la obra para poder preparar la interpretación de su personaje.
El diseño de producción a cargo de Nathan Crowley y Julie Ochipinti fue nominado al Óscar en la categoría de mejor diseño de producción, aunque no consiguió arrebatarle la estatua a El laberinto del fauno. La película está ambientada, principalmente, en Londres de la Inglaterra victoriana, bajo el propósito de conseguir replicar aquellos años del siglo XIX, se utilizaron ubicaciones reales que conseguían captar la esencia victoriana y se combinó con los estudios de rodaje para suplir cualquier tipo de carencia. Las numerosas escenas que suceden en el exterior recreando las calles y los edificios pertenecen al set de Universal Studios. 
El The Tower Theatre, 802 S. Brodway, es una sala de cine histórica que se utilizó como una de las ubicaciones del rodaje de la película. El Belasco Theatre de Los Ángeles fue utilizado como localización para recrear el espectáculo definitivo del hombre transportado de Angier. Uno de los salones de baile del Park Plaza Hotel de Los Ángeles albergó una de las escenas de la película. La mansión en la que reside Robert Angier es Greystone Mansion que se encuentra en Beverly Hills.

## Música
Toda la banda sonora de la película fue desarrollada por el músico y compositor David Julyan. Julyan ya había colaborado previamente como compositor en distintas obras audiovisuales con el director Christopher Nolan, como, por ejemplo, en Following, Insomnio o Memento. Los títulos utilizados para las distintas composiciones que conforman la banda sonora hacen alusión a los eventos que transcurren durante la película.      
| Edición estándar |                                       |          |  |
| N.º              | Título                                | Duración |  |
| 1.               | «Are You Watching Closely?»           | 1:51     |  |
| 2.               | «Colorado Springs»                    | 4:15     |  |
| 3.               | «The Light Field»                     | 1:50     |  |
| 4.               | «Borden Meets Sarah»                  | 2:11     |  |
| 5.               | «Adagio For Julia»                    | 2:03     |  |
| 6.               | «A New Trick»                         | 4:29     |  |
| 7.               | «The Journal»                         | 2:55     |  |
| 8.               | «The Transported Man»                 | 2:36     |  |
| 9.               | «No, Not Today»                       | 2:31     |  |
| 10.              | «Caught»                              | 1:39     |  |
| 11.              | «Cutter Returns»                      | 2:13     |  |
| 12.              | «The Real Trasported Man»             | 2:28     |  |
| 13.              | «Man's Reach Exceeds His Imagination» | 2:08     |  |
| 14.              | «Goodbye To Jess»                     | 2:53     |  |
| 15.              | «Sacrifice»                           | 5:15     |  |
| 16.              | «The Price Of A Good Trick»           | 5:05     |  |
| 17.              | «The Prestige»                        | 1:40     |  |

## Recepción
La película tuvo un presupuesto de 40 millones de dólares y recaudó 109,7 millones de dólares, siendo un éxito moderado en la taquilla internacional. La película fue bien acogida por la crítica profesional. El sitio web estadounidense de reseñas de cine, Rotten Tomatoes, aprobó la película con un 76% basado en 202 reseñas. El consenso común de la web calificó a la película de la siguiente forma: “llena de giros y vueltas. El prestigio es una pieza de época deslumbrante que nunca deja de desafiar a la audiencia”. Metacritic puntuó la película con un 66 sobre 100 de 36 críticas especializadas, siendo 26 positivas, 9 mixtas y 1 negativa. En Filmaffinity hay registradas 11 críticas de la prensa especializada, 8 de ellas positivas, 3 neutras y 0 negativas. Federico Marín Belón escribía en su crítica para ABC lo siguiente: "Tiene tantas virtudes que no merece la pena repasar sus errores o calibrar sus exageraciones". Javier Ocaña de El País dijo: "Menos romántica aunque más misteriosa y ágil que El ilusionista, la película se beneficia del poderío visual de Nolan".
Fue nominada en dos categorías de los Óscar 2007: mejor fotografía y mejor diseño de producción. La repercusión de la película ha aumentado desde su estreno en la gran pantalla. En 2020, la revista Empire la posicionó entre las 100 mejores películas del siglo XXI, ocupando el puesto 66: Es una película impresionantemente ilusoria en sí misma”.